# John Collins (chitarrista)
John Elbert Collins (Montgomery, 20 settembre 1913 – Los Angeles, 4 ottobre 2001) è stato un chitarrista statunitense.

## Biografia
Figlio della pianista Georgia Gorham, che prima della nascita del figlio fu accompagnatrice musicale di W. C. Handy, John Collins nacque a Montgomery, Alabama, ma la famiglia si trasferì a Chicago quando Collins era ancora bambino.
Dopo aver fatto parte per qualche anno del piccolo gruppo musicale che accompagnava la madre (suonando la chitarra ritmica), nel 1935 venne ingaggiato nel quartetto del grande pianista Art Tatum, nel 1936 fece parte del gruppo "Three Deuces" capitanato dal trombettista Roy Eldridge con cui effettuò numerose incisioni.
Nel 1940 si stabilì a New York dove ebbe occasione di suonare con jazzisti di primissimo piano, la cantante Billie Holiday e i sassofonisti Lester Young e Benny Carter, partecipò anche a diverse esibizioni nei celebri jazz club della 52ma strada della città.
Dopo aver prestato servizio militare nella banda dell'esercito statunitense (1942-1946), ritornò a New York.
Collins suonò con (nuovamente) Art Tatum, Erroll Garner, Billy Taylor,  e numerosi altri jazzisti, nel 1947 la rivista Esquire elesse Collins come miglior chitarrista dell'anno.
Dal 1951 entrò a far parte del trio del pianista e cantante Nat King Cole, sostituendo Irving Ashby, questa collaborazione fu interrotta solo con la morte di Cole nel 1965.
Durante la sua carriera, Collins, suonò e registrò anche, tra gli altri, con le cantanti Ella Fitzgerald, Sarah Vaughan e Carmen McRae.
Dagli anni settanta agli anni novanta, continuò a svolgere la propria carriera musicale e regolari concerti (nel 1986 pubblicò il suo unico album come leader con il titolo "The Incredible John Collins"), nell'ultimo decennio della sua vita fu attivo come insegnante privato di musica.

## Discografia
Album (come Leader)
- 1986 – The Incredible!... John Collins (Nilva Records, NQ 3412)